# Caso Schönborn
El cardenal Christoph Schönborn, arzobispo de Viena, publicó en 2005 un polémico artículo titulado «Finding Design in Nature» en The New York Times, tres meses después del fallecimiento de Juan Pablo II. En este texto, el cardenal sostiene que es un error afirmar que la doctrina católica es compatible con la teoría «neodarwinista» de la evolución, así como creer que la Iglesia católica acepta dicha teoría. Para el arzobispo, el origen de este error está en los abusos cometidos en la interpretación del discurso dirigido a la Academia Pontificia de las Ciencias por Juan Pablo II de 1996, en que el Papa afirmaba que la evolución era más que una hipótesis y se mostraba más favorable a la teoría evolutiva que sus predecesores. En su artículo, el cardenal calificó este mensaje papal como «vague and unimportant», minimizando la precisión e importancia del discurso de Wojtyła de 1996.

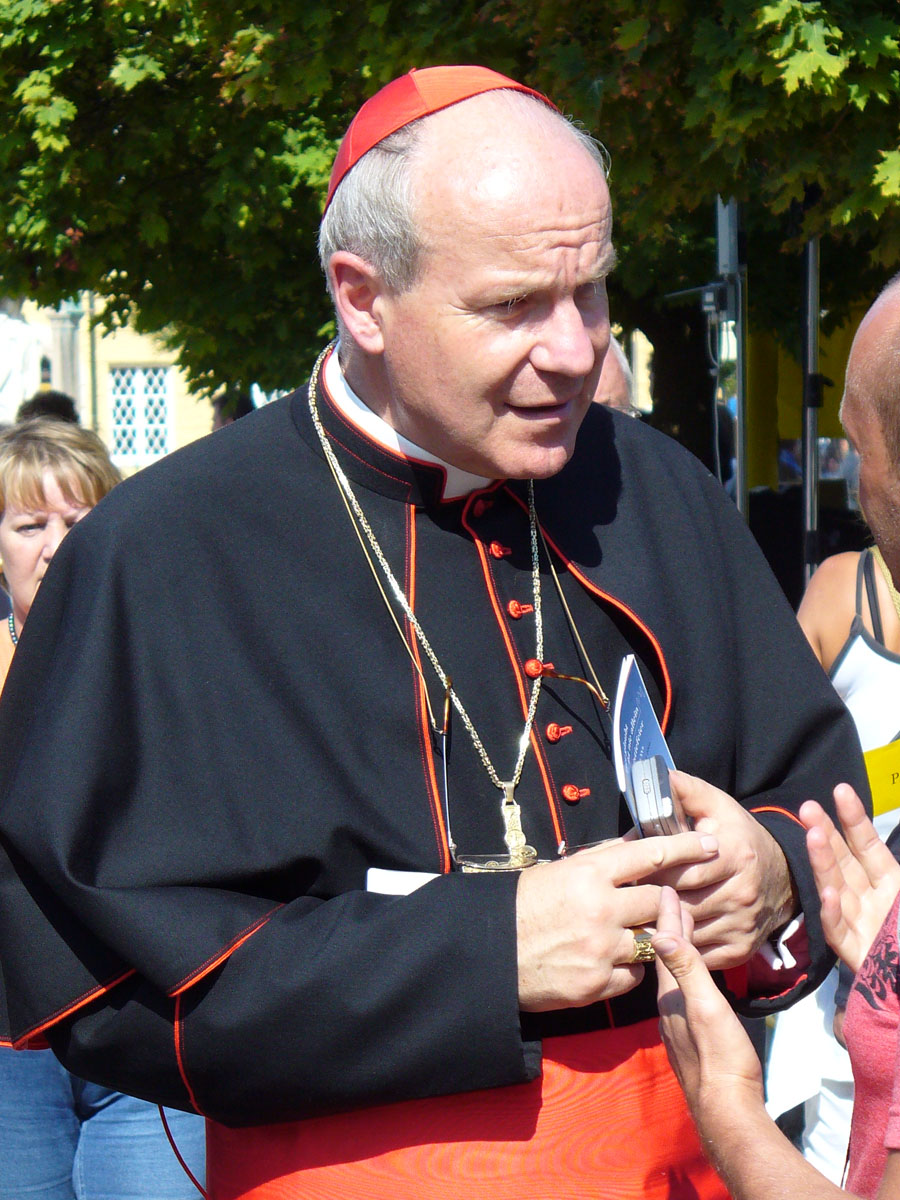
Cardenal Christoph Schönborn

Según informaciones periodísticas en The New York Times (7-7-2005), el texto de Schönborn era una reacción a un artículo titulado «School Boards Want to ‘Teach The Controversy’. What Controversy?», firmado por Lawrence Krauss, un físico no católico defensor de la compatibilidad entre ciencia y religión, y publicado en mismo periódico neoyorquino el 17 de mayo de 2005. En este artículo, se afirmaba que la Iglesia Católica aceptaba sin problemas la teoría evolutiva. Según la noticia publicada en The New York Times el 7 de julio de 2005, el vicepresidente del Discovery Institute, organización estadounidense contraria a la teoría evolutiva, fue quien había instado a Schönborn a escribir su artículo.

## La postura de Schönborn y el discurso de Juan Pablo II (1996) sobre la teoría evolutiva
El cardenal califica al «neodarwinismo» como ideología y dogma:
Any system of thought [incluye el «neodarwinismo»] that denies or seeks to explain away the overwhelming evidence for design in biology is ideology, not science.
Atribuye a la teoría «neodarwinista» de la evolución la negación explícita de la acción divina en el proceso evolutivo, sin determinar si esta postura de negación corresponde a la teoría científica de la evolución o al evolucionismo filosófico materialista. Así, el cardenal afirma:
[…] the letter [discurso de Juan Pablo II de 1996] cannot be read as a blanket approbation of all theories of evolution, including those of a neo-Darwinian provenance which explicitly deny to divine providence any truly causal role in the development of life in the universe.

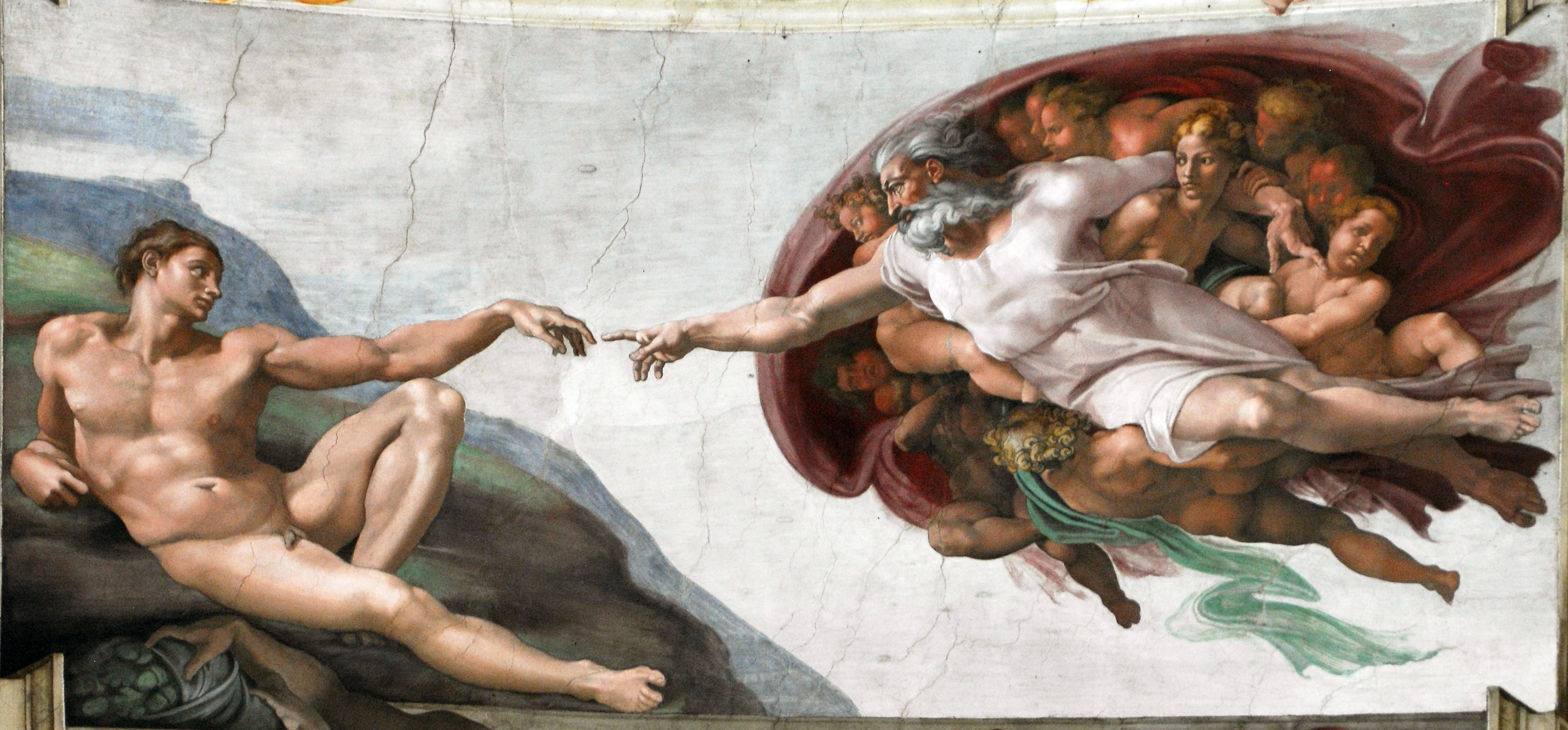

Schönborn selecciona fragmentos de otros documentos de Juan Pablo II a los que el cardenal considera el «real» y «robust» pensamiento de Wojtyła, en los que el Papa en efecto rechaza las filosofías evolucionistas materialistas, pero no la teoría científica en sí. Schönborn no menciona los pasajes en que el Papa valora más favorable y positivamente la teoría evolutiva, destacando la convergencia de pruebas procedentes de varias disciplinas científicas a favor de la teoría científica de la evolución:
Today, more than a half-century after the appearance of that encyclical [Humani generis, 1959], some new findings lead us toward the recognition of evolution as more than an hypothesis. In fact it is remarkable that this theory has had progressively greater influence on the spirit of researchers, following a series of discoveries in different scholarly disciplines. The convergence in the results of these independent studies—which was neither planned nor sought—constitutes in itself a significant argument in favor of the theory.
Tampoco menciona el hecho de que Juan Pablo II establece una distinción entre ciencia (leyes y mecanismos naturales de la evolución) y metafísica (interpretaciones filosóficas de la evolución) para compatibilizar teoría evolutiva y religión católica:
The sciences of observation describe and measure the multiple manifestations of life with increasing precision and correlate them with the time line. The moment of transition to the spiritual cannot be the object of this kind of observation, which nevertheless can discover at the experimental level a series of very valuable signs indicating what is specific to the human being. But the experience of metaphysical knowledge, of self-awareness and self-reflection, of moral conscience, freedom, or again, of aesthetic and religious experience, falls within the competence of philosophical analysis and reflection, while theology brings out its ultimate meaning according to the Creator’s plans (p. 383).
Juan Pablo II considera que existen las interpretaciones filosóficas materialistas reducccionistas e interpretaciones espiritualistas:
[…] this plurality has to do with the different explanations advanced for the mechanisms of evolution, and the other with the various philosophies on which it is based. Hence the existence of materialist, reductionist and spiritualist interpretations. What is to be decided here is the true role of philosophy and, beyond it, of theology (p. 383).

## Algunas interpretaciones del artículo «Finding Design in Nature»

En su estudio retórico sobre el artículo de Schönborn, Díaz Rojo interpreta así la postura del arzobispo de Viena:
Schönborn accepts the fact of evolution as a possibility but without adopting a clear posture, as he affirms that evolution «might be true» and not that it «is true» (emphasis added). The verb may and the conditional verb tense express doubt, uncertainty and a lack of a clear assumption. The Archbishop denies compatibility between Christianity and «neo-Darwinian theory» (to which he attributes the denial of God and of his providential intervention in the evolutionary process as an inherent thesis). He assesses the theory negatively, calling it an ideology, dogma and invention. This position is rhetorically different to that maintained by John Paul II in his 1996 speech, which represents the teaching of the Church on evolutionary theory (p. 341).
Y añade:
From our point of view, the Archbishop directed his criticism against evolutionary theory not only because of its scientific theories (not rejected by Church teaching) but also for being potentially dangerous in its use by certain authors as a scientific argument in defence of their atheism (p. 11).
Byrne explica así la postura del cardenal:
Numerous writers and speakers have indeed exploited the successes of a neo-Darwinian explanations as a basis for denying that the natural world has divinely authored value and purpose, a tenet so central to the truth of Catholic faith. Quite rightly Schönborn was concerned to redress those excesses. Still, his criticism was leveled not merely at those excesses as such, but at the whole of neo-Darwinian without distinctions. This was too sweeping and undifferented a critique, since numerous scientists and nonscientists affirm both the legitimacy of neo-Darwinian methods of scientific explanation as well as transcendent divine purpose in creation (p. 654).
Russell afirma al respecto:
When the Cardinal attacks “scientific theories that try to explain away the appearance of design as the result of chance and necessity” he is not attacking a scientific theory such as neo-Darwinian evolution but its ideological interpretation by materialists and atheists. This ideology must be resisted with all power of the Church, but Church will do a tragic injustice if it attacks neo-Darwinian science instead of attacking atheism (p. 197).

## La aclaración de Schönborn
El artículo del arzobispo austríaco suscitó numerosas reacciones críticas que consideraban que el texto del cardenal Schönborn podía interpretarse como un indicio de un posible cambio en la postura de la Iglesia Católica hacia la teoría evolutiva, ya que se apartaba del discurso de Juan Pablo II de 1996, que suponía la compatibilidad entre teoría científica evolutiva y doctrina católica. Tras estas reacciones, en la página web personal del cardenal apareció un texto aclaratorio del que destacamos este párrafo:
The Cardinal makes an important distinction between “Evolution” and “Neo-Darwinism.” “Evolution,” defined as a scientific theory that “seeks to determine the stages and to discern the mechanism of the development of life” can be held in harmony with Christian faith. “Neo-Darwinism.” defined as an ideological philosophy that claims that the development of life is an “unguided, unplanned process of random variation and natural selection” cannot be held in harmony with Christian faith.
En el fragmento precedente se recoge la distinción entre la «teoría científica» de la evolución, que el cardenal considera que «puede» ser compatible con la fe cristiana, y la «filosofía ideológica» que defiende que el proceso de la vida se rige por la selección natural y las mutaciones aleatorias sin guía ni plan, que no puede conciliarse con el cristianismo.
Para Díaz Rojo,
He [Schönborn] explicitly introduces the distinction between science (scientific theory) and philosophy (ideological philosophy), and defines neo-Darwinism as a philosophy, not as a scientific theory. In the article, evolution was defined as ‘common ancestry’, and on the webpage’s Summary and Clarification the term was extended to the ‘stages’ and ‘mechanisms’ of evolution, although it does not mention which it is referring to: further evidence of the ambiguity that characterises Catholic documents on biological evolution. Does the Cardinal accept natural selection and random variation as natural laws on the condition that they are controlled supernaturally by God? If he does not accept evolutionary mechanisms, what mechanisms is he referring to in his definition of ‘evolution’? (p. 338).
Asimismo, en la nota aclaratoria de la página web del cardenal se añade:
[…] The Cardinal is fighting against Neo-Darwinists who try to claim papal approval (specifically Benedict XVI’s) for their ideology. […] Christianity can accept science that attempts to explain how development occurs in living creatures, but it cannot accept an ideology that attempts to explain away Who causes that developments, or in other words, one that that refuses to see that God ultimately causes and guides the universe.
Entre el 2 de octubre de 2005 y el 12 de marzo de 2006, el cardenal Schönborn impartió en la Catedral de Viena seis catequesis sobre las relaciones entre creación y evolución, en que desarrolla más en profundidad sus tesis sobre el tema, recogidas en su libro Ziel oder Zufall? Schöpfung und Evolution aus der Sicht eines vernünftigen Glaubens (2007).